# Tryphera gymnops
Tryphera gymnops är en tvåvingeart som först beskrevs av Macquart 1843.  Tryphera gymnops ingår i släktet Tryphera och familjen parasitflugor. Inga underarter finns listade i Catalogue of Life.